# Georges Jacques Danton
Georges Jacques Danton (n. 26 octombrie 1759, Arcis-sur-Aube, Departamentul Aube - d. 5 aprilie 1794, Paris), avocat și om politic, a fost unul din conducătorii Revoluției franceze și conducătorul primului Comité de salut public (până în 10 iulie 1793). A fost cunoscut pentru talentul său oratoric. A fost fondator al Clubului cordelierilor, membru al Comitetului Salvării Publice și ministru de justiție după răscoala din 10 august 1792. Acuzat de moderație și de trădare de către robespierriști pentru că a cerut încetarea terorii, a fost în final ghilotinat.
Georges Jacques Danton era îndrăzneț și hotărât, un orator strălucit, dar totodată avea o fire oarecum dezechilibrată. Idealurile sale erau „libertatea și proprietatea”. Fiind întemnițat în închisoarea Luxemburg, Danton n-a plecat capul în fața dictatorului Robespierre. Vestitele lui fraze: „... cu 12 luni în urmă am propus să fie instituit acest tribunal revoluționar. Acum îmi cer scuze pentru asta de la Dumnezeu și de la oameni” și „Robespierre va urma după mine”, arată disperarea, dar și tăria de caracter a „gigantului” Revoluției franceze.

## Vezi și
- Danton de  Camil Petrescu.